# BS2000
BS2000 è un gruppo musicale fondato nel 1997 da Adam Horovitz, storico membro del gruppo hip hop statunitense dei Beastie Boys, e da Amery "AWOL" Smith. Le loro canzoni sono caratterizzate soprattutto da basi molto veloci, molta musica e pochi testi, dando vita ad un genere che si pone tra l'hip hop ed il/la techno, molto vicino al hip house e al drum and bass. La band si è sciolta molto presto, nel 2001, di comune accordo tra i due musicisti, ma non per il fatto che ci siano stati contrasti tra di essi, che anzi, sono grandi amici. Semplicemente, Adam è tornato definitivamente a lavorare con i suoi vecchi compagni Adam Yauch e Michael Diamond, mentre Amery Smith ha ripreso la propria carriera di batterista.

## Discografia

### Album
- 1997: BS 2000
- 2000: Simply Mortified

### EP
- 2000: Beach Blanket Boggle Boogie
- 2000: Buddy
- 2001: The Scrappy
- 2001: It Feels Like